# Kuželj (Kostel, Slovenija)
Kuželj je naselje u slovenskoj Općini Kostelu. Kuželj se nalazi u pokrajini Dolenjskoj i statističkoj regiji Jugoistočnoj Sloveniji. 

## Stanovništvo
Prema popisu stanovništva iz 2002. godine naselje je imalo 54 stanovnika.